# 후지나미 다카오
후지나미 다카오(일본어: 藤波 孝生, 1932년 12월 3일~2007년 10월 28일]])는 11선 중의원 의원을 지낸 일본의 정치인이다.

## 생애
1932년 12월 3일에 미에현 와타라이군 가미야시로정(지금의 이세시)에서 태어났다. 미에현립 우지야마 고등학교를 거쳐 와세다 대학 상학부에 진학했다. 대학생 때 웅변회에서 활약했다.
1955년에 대학을 졸업한 뒤 가업인 화과자집에서 일했다. 이후 이세 청년회의소를 조직해 부이사장을 맡았으며 이를 모체로 하여 1963년에 미에현의회 의원 선거에 출마해 당선됐다. 1967년에는 중의원 의원 하마치 분페이의 후계자로 낙점받아 자유민주당 공천을 받고 총선에 출마해 당선됐다.
당선 동기인 고노 요헤이, 야마구치 도시오 등과 자주 어울렸으며 고노가 주재한 초파벌적인 정책공부모임인 정치공학연구소의 주요 멤버로도 활동했다. 1976년에 고노가 자민당을 탈당해 신자유클럽을 결성할 때 마지막까지 결정을 못 하다가 결국 참여하지 않았다. 자민당에 남은 뒤에는 나카소네 야스히로의 측근이 되었는데 와타나베 미치오와 함께 나카소네파의 프린스로 불렸다. 한편 고노와 야마구치가 이탈한 뒤 정치공학연구소를 계속 이끌어나가 나중에는 정책 그룹인 신생클럽으로 발전시킨 뒤 리더로서 활동했다.
1972년 7월에 과학기술청 정무차관을 지낸 것을 시작으로 1973년 11월에 문부정무차관을 역임했다가 자민당 문교부회장을 지냈다. 1979년 11월에 출범한 제2차 오히라 내각에서 노동상으로 처음 입각했으며 1982년 11월에 발족한 제1차 나카소네 내각에서 관방장관을 지냈다.
리크루트 사건과 관련하여 공무원 채용 시기를 민간 기업의 취직 협정 시기에 맞춰달라는 청탁을 리크루트로부터 들어준 혐의로 1989년 5월 22일에 기소되었다. 같은 날에 자민당을 탈당했다. 1990년 총선에서 무소속으로 출마해 당선됐지만 1993년 총선에서는 낙선했다. 1994년에 1심에서 무죄 판결이 나오자 자민당에 복당했으며 1996년 총선에 출마해 당선돼 정계에 복귀했다. 하지만 2심에서 징역 3년, 집행유예 4년, 추징금 4,270만 엔의 유죄 판결이 나오자 다시 자민당을 탈당했다.
1999년 10월에 상고가 기각되면서 원심이 확정되었다. 뇌물 수수 혐의로 기소된 정치인이 유죄가 확정되면 선거권이 정지되거나 공직을 잃게 되지만 당시에는 그런 제도가 없었다(애초에 이 제도는 리크루트 사건을 계기로 만들어졌다). 따라서 후지나미는 「일본국 헌법」 제39조의 소급 처벌 금지 조항에 따라 국회의원직을 잃지 않았다. 그리고 2000년 총선에 무소속으로 출마해 민주당의 야마무라 다케시를 3,000여 표 차이로 가까스로 따돌리고 당선되면서 11선의 고지에 올랐다.
2003년에 미에현의회 의원 야마모토 노리카즈를 후계자로 지명하고 정계를 은퇴했다. 하지만 다무라 하지메가 지지하는 미에현의회 의원 나카가와 마사미, 이세시장 미즈타니 미쓰오 등이 지지하는 관료 출신 미쓰야 노리오 등이 잇따라 출마를 표명했다. 결과적으로 야마모토와 나카가와는 총선 출마를 포기하면서 미쓰야가 공천을 받았고 당선에 성공했다.
후지나미는 만년에 당뇨병으로 고생하다가 2007년 10월 28일에 폐렴에 의한 호흡부전으로 사망했다. 향년 74세.

## 역대 선거 기록
|  | 0% |

|  | 13.8% |

|  | 18.5% |

|  | 16.7% |

|  | 20.2% |

|  | 18.4% |

|  | 22% |

|  | 19.4% |

|  | 28.4% |

|  | 21.9% |

|  | 20.9% |

|  | 72.79% |

|  | 46.17% |

| 전임 구리하라 유코 | 제42대 노동대신 1979년 11월 9일~1980년 7월 17일 | 후임 후지오 마사유키 |

| 전임 고토다 마사하루 | 제46대 내각관방장관 1983년 12월 27일~1985년 12월 28일 | 후임 고토다 마사하루 |